# Aplasia
Aplasia (del griego a — no; plasis — formación) es generalmente definido como el desarrollo defectuoso o la ausencia congénita de un órgano o tejido. En el campo de la hematología, el término se refiere al retraso o desarrollo defectuoso o incompleto, o la cesación del usual proceso regenerativo.

## Ejemplos
- Anemia aplásica
- Síndrome de Di George